# Kruteńky
Kruteńky (ukr. Крутеньки) – wieś na Ukrainie, w obwodzie czerniowieckim, w rejonie dniestrzańskim, w hromadzie Chocim. W 2001 liczyła 1070 mieszkańców.